# Оломоуц
О́ломоуц (чеш. Olomouc), Ольмюц (нем. Olmütz) — статутный город в Чехии, центр Оломоуцкого края.
Расположен в восточной части Чехии, в центре исторического региона Моравия на обоих берегах реки Моравы. Население — около 100 тыс. человек.
Основан в 1253 году. В своё время он был столицей Моравского государства. Один из старинных городов Чехии с богатой культурной жизнью. Оломоуц называют второй Прагой, более тихой и спокойной. В городе находятся резиденция архиепископа, второй старейший в Чехии университет (Университет Палацкого), штаб сухопутных войск Чехии и целый ряд культурных и государственных учреждений. Особая «изюминка» города — просторные площади с фонтанами, построенные в начале XVIII века в стиле барокко.

## История
Легенда, возникшая в эпоху Возрождения, гласит, что Оломоуц был основан Юлием Цезарем на месте римского лагеря. Приводится и первоначальное латинское название города Juliomontium или Juliamons. И хотя легенда не нашла исторического подтверждения, а историки с уверенностью утверждают, что Юлий Цезарь не был основателем города, при раскопках здесь был обнаружен римский лагерь II века н. э., который является самым северным в Центральной Европе.
Оломоуц являлся важнейшим центром Великоморавской державы на протяжении IX—X столетий. Долгое время существовал как крепость, центр Оломоуцкого удельного княжества. В 1253 году Оломоуц получил статус королевского города. До 1641 года город являлся столицей имперского маркграфства Моравия. Оломоуцкое епископство возникло в 1063 году и было повышено до архиепископства в 1777 году.
Чешский король Вацлав III во время своего похода в Польшу против Владислава I остановился в Оломоуце. Здесь он был убит при загадочных обстоятельствах. Вместе с его смертью прекратила своё существование правящая чешская династия Пржемысловичей.
Во время Тридцатилетней войны в 1640 году Оломоуц был захвачен шведскими войсками. Оккупация длилась долгих 8 лет. Шведы оставили город в руинах, что привело к потере Оломоуцем позиций столицы Моравии. Этот статус постепенно перешёл к городу Брно.
После тридцатилетней войны, в 1655 году, Оломоуц был провозглашен городом-крепостью и постепенно был преобразован в бастионную крепость, строительство которой завершилось сооружением так называемых терезианских крепостных стен.
В 1758 году Фридрих Великий предпринял попытку захватить Оломоуцкую крепость. Осада продолжалась почти два месяца, но город так и не был взят неприятелем.
В 1848 году в связи с неспокойной ситуацией в Австро-Венгрии императорский двор временно переезжает в Оломоуц. Здесь император Фердинанд I отрёкся от престола в пользу своего племянника Франца-Иосифа.
В 1864 году в Оломоуце австрийские власти держали в заключении польских повстанцев 1863 года (среди них, предводителя отряда повстанцев Т. Романовича).
Со времён средневековья ввиду своей близости к Австрии город испытывал сильное немецкое влияние. Позднее политические изменения, наступившие в результате тридцатилетней войны, привели к усилению культурного влияния габсбургской правящей династии. Германизация города была во многом обусловлена его космополитизмом: являясь культурным, административным и религиозным центром региона, Оломоуц притягивал людей различных сословий со всей Европы. Несмотря на немецкое влияние чешский язык сохранялся, в том числе и в некоторых религиозных публикациях XVII—XVIII столетий. Однако использование немецкого языка как официального постепенно вело к определённому упадку чешского языка.
В XIX веке согласно статистике немецкоговорящее население Оломоуца в три раза превышало чешское. Ситуация начала меняться после Первой мировой войны с возникновением Чехословакии как самостоятельного государства в 1918 году. Население города увеличилось после того, как в 1919 году был образован Велька-Оломоуц за счёт присоединения двух близлежащих городов и 11 деревень, где преобладало чешское население. Противоречия между чешскими и немецкими жителями города особенно ярко проявились в годы Второй мировой войны, когда немецкоговорящее население поддержало нацистов. В последние дни войны при отступлении германской армии был открыт огонь по старинным астрономическим часам на башне ратуши. Часы были уничтожены. Несколько оставшихся частей можно сейчас увидеть в городском музее. Современные часы, украшающие башню, являются реконструкцией в духе социалистического реализма. Большинство немецкоговорящего населения было выселено из города по окончании войны.
С 1968 по 1991 гг. в Оломоуце находился штаб корпуса Центральной группы войск.
Оломоуц менее популярен среди туристов, чем Прага, Чешский Крумлов или Карловы Вары, хотя обладает вторым по размеру в Чехии охраняемым историческим центром после Праги.

## Достопримечательности
Оломоуц состоит из нескольких просторных площадей, главная из которых, Верхняя Площадь (Horní Náměstí), украшена эталонным чумным столбом — Колонной Пресвятой Троицы. Скульптурная группа, выполненная в стиле барокко, занесена в список Всемирного наследия. Высота колонны 35 метров. Это самое высокое из подобных ей сооружений Центральной Европы, было воздвигнуто в 1716—1754 гг. в честь избавления города от эпидемии чумы.
Другой доминантой главной площади является здание городской ратуши, построенное в XV веке. Башню ратуши, высота которой 75 метров, украшают куранты с астрономическими часами. Готическая часовня св. Иеронима, находящаяся на южном фасаде ратуши, превращена ныне в музей. В настоящее время в ратуше находится зал заседаний городской администрации и Оломоуцкий зал бракосочетаний.
Оломоуц издавна является центром религиозной и духовной жизни Моравии. Самый значительный из оломоуцких католических храмов, собор Святого Вацлава, имеет долгую историю. Неоднократно менялся его архитектурный облик: от романского, позднее готического, до барокко и псевдоготики. Последняя крупная реконструкция была осуществлена в конце XIX века в псевдоготическом стиле. Однако многие части храма дошли до нас в первоначальном исполнении (романский крипт, готическая аркада, часовня в стиле барокко). Высота южной башни собора 100,65 м. Это вторая по высоте церковная башня в Чешской республике после башни собора Святого Вита в Праге. С храмом соседствуют старинный Пржемысловский дворец (Пржемысловичи — старинная чешская правящая династия) и уникальный Архиепископский музей, открытый 1 июня 2006 года. Посетители музея могут ознакомиться с богатой коллекцией предметов искусства, принадлежащих оломоуцкому епископству. Это своеобразный моравский Лувр.
Церковь Святого Морица (Маврикия), ещё один национальный памятник культуры Чехии, построенный в позднем готическом стиле, приобрёл современный вид в XV столетии. В храме можно послушать самый большой орган в центральной Европе, изготовленный мастером Енглером.
Костёл Святого Михаила Архангела, принадлежащий доминиканскому ордену, поражает богатством внутреннего убранства в стиле барокко. Основан в XIII веке.
Капелла Святого Яна Саркандера находится на месте бывшей городской тюрьмы, где в 1620 году был замучен католический священник Ян Саркандер. В начале Тридцатилетней войны он был несправедливо обвинён в сотрудничестве с поляками, вторгшимися на территорию Моравии. Соблюдая тайну исповеди, Ян Саркандер не открыл подробностей трагической ошибки и умер в результате жестоких пыток. Во дворе часовни бьёт фонтан под названием Источник Живой Воды св. Яна Саркандера, символ чистоты и вечной жизни. Его вода поступает из озерца в подземелье, где святой закончил свой жизненный путь. В часовне можно увидеть средневековые орудия пыток и надгробный камень св. Яна Саркандера. Ян Саркандер был канонизирован папой римским Иоанном Павлом II во время посещения Оломоуца в 1995 году.
Тогда же Иоанн Павел II посетил знаменитый Паломнический Храм Посещения Девы Марии (Свати-Копечек, называемую Святую Гору) у Оломоуца. Это монументальный храм, построенный в 1669—1679 годах в стиле барокко. Храму был присвоен папой титул малой базилики.
Оломоуц является также значительным студенческим и научным центром Чехии. Университет Палацкого в Оломоуце был основан в 1573 году и является старейшим университетом страны после знаменитого Карлова университета в Праге.
Гордостью города является коллекция оломоуцких фонтанов, выполненных в стиле барокко. В средние века они выполняли функцию водоснабжения города. В то время как большинство европейских городов ликвидировало старые фонтаны с введением в строй водопровода, Оломоуц решил сохранить их как дополнительные резервуары на случай городского пожара. Фонтаны выполнены известными мастерами камнетёсного дела. В скульптурах использованы мотивы римской мифологии. Пять фонтанов посвящены римским богам: Юпитеру, Нептуну, Тритону, Меркурию и Геркулесу. Шестой изображает римского императора Юлия Цезаря, который согласно легенде основал город Оломоуц.
В городе располагаются несколько католических монастырей, самым известным из которых является Градиский монастырь, один из первых монастырей в Моравии, основанный в 1078 году, ныне не действующий.

## Деление города
Оломоуц разбит на 26 городских районов (одновременно кадастровых территорий). С 23 января 2007 года его создали 27 городских окружных комиссий. Городская окружная комиссия — это не комиссия административных единиц в строгом смысле слова, а консультативные органы городского совета Оломоуца.

## Население
| 1869     | 1869     | 1880     | 1880     | 1890     | 1900     | 1910     | 1921     | 1930     |
| -------- | -------- | -------- | -------- | -------- | -------- | -------- | -------- | -------- |
| 15 229   | ↗30 134  | ↗39 440  | ↘20 176  | ↗43 755  | ↗52 607  | ↗59 852  | ↗66 060  | ↗77 602  |
| 1930     | 1950     | 1950     | 1961     | 1961     | 1970     | 1980     | 1980     | 1991     |
| ↘66 440  | ↘63 878  | ↗73 714  | ↗80 246  | ↘70 071  | ↗89 386  | ↗102 112 | ↘99 328  | ↗102 786 |
| 1991     | 2001     | 2012     | 2016     | 2017     | 2018     | 2019     | 2020     | 2021     |
| ↗105 537 | ↘102 607 | ↘99 499  | ↗100 154 | ↗100 378 | ↗100 494 | ↗100 523 | ↗100 663 | ↘100 514 |
| 2021     | 2022     | 2023     | 2024     | 2025     |          |          |          |          |
| ↗106 063 | ↘99 496  | ↗101 825 | ↗102 293 | ↗103 063 |          |          |          |          |

## Города-побратимы
- Антони, Франция
- Венендал, Нидерланды
- Волжский, Россия
- Куньмин, Китай (17 августа 2017)[20][21]
- Люцерн, Швейцария[22]
- Нёрдлинген, Германия
- Оуэнсборо, США
- Печ, Венгрия[23]
- Суботица, Сербия (16 июля 1996)[24][25]
- Тампере, Финляндия (1986)[26]
- Трептов-Кёпеник, Германия
- Флоренция, Италия

## Спорт
- В городе базируются спортивные клубы: футбольные «Сигма» и «1. HFK Оломоуц»[англ.], хоккейный «Оломоуц», регбийный «Оломоуц»[англ.].
- В 2008 году в Оломоуце прошёл летний чемпионат мира по спортивному ориентированию.
- В честь названия клуба отдыха Оломуца назван астероид (274) Филагория, открытый в 1888 году.